# ジャック・ドワイヨン
ジャック・ドワイヨン（Jacques Doillon,1944年3月15日 - ）は、フランス・パリ出身の映画監督、脚本家。

## 概要
パリ生まれ。地元の高校在学時代に映画に興味を持ち、同高で文学の講師をしていた映画評論家 アンリ・エゲルの映画クラブに参加していた。以降、映画や脚本家の道へと進んだ。
モーリス・ピアラ、フィリップ・ガレルらと「ポスト・ヌーヴェルバーグ」とされる。
『西暦01年』はフランスの漫画BDから発想され、アラン・レネとジャン・ルーシュが撮った場面が含まれる点から「ゴダール中心のヌーヴェルヴァーグにたいして、いささか屈折した位置に立っている」。
『ポネット』では主演のヴィクトワール・ティヴィソルに、ヴェネツィア国際映画祭で史上最年少の主演女優賞をもたらした。
2017年、日本の『フランス映画祭2017』に招聘されて来日し、自身の監督作品『ロダン カミーユと永遠のアトリエ』をPR。更に同映画公開で再来日し、舞台挨拶を行った。
私生活では、ノエル・ボワソンとの間に生まれた長女ローラは父と同じ職業に進み、映画監督セドリック・クラピッシュと結婚。1982年から1990年まで女優アーティスト ジェーン・バーキンと交際し、2人の間の次女ルーは女優となった。ほか後妻2人の間に、三女リリー・四女ニーナ・長男ラザールがいる。
2024年、ジュディット・ゴドレーシュなど複数の俳優から性的暴行の告発を受け、拘束された。

## 主な監督作品
- 西暦01年 L'An 01 （1973年）シネクラブ上映のみ
- 頭の中の指 Les Doigts dans la tête （1974年）シネクラブ上映のみ
- 小さな赤いビー玉 Un sac de billes （1975年）シネクラブ上映のみ
- 泣きしずむ女 La Femme qui pleure （1979年）シネクラブ上映のみ
- あばずれ女 La Drôlesse （1979年）シネクラブ上映のみ
- 放蕩娘 La Fille prodigue （1981年）シネクラブ上映のみ
- ラ・ピラート La Pirate （1984年）
- 家族生活 La Vie de famille （1985年）
- イザベルの誘惑 La Tentation d'Isabelle （1985年）
- ピューリタンの女 La Puritaine （1986年）シネクラブ上映のみ
- 恋する女 L'Amoureuse （1987年）
- ふたりだけの舞台 Comédie! （1987年）
- 15才の少女（フランス語版）La Fille de 15 ans （1989年）
- 女の復讐 La Vengeance d'une femme （1990年）
- ピストルと少年 Le Petit Criminel （1990年）
- 忘却に抗って - 命のための30通の手紙 Contre l'oubli (1991／オムニバス) 映画祭上映
- シャルロット・ゲンズブール／愛されすぎて Amoureuse （1992年）
- 若きウェルテル Le Jeune Werther （1993年）特殊上映のみ
- Nathalie Sarraute (1995／ドキュメンタリー／TVシリーズ Un siècle d'écrivains)
- ポネット Ponette （1996年）
- あまりにも大きな（小さな）愛 Trop (peu) d'amour （1998年) 特殊上映のみ
- 少年たち Petits frères （1999年）第7回フランス映画祭横浜'99
- イカレた一夜 Carrément à l'ouest （2001年）映画祭上映
- ラジャ Raja （2003年）映画祭上映
- 誰でもかまわない Le Premier Venu（2008年）映画祭上映
- アナタの子供 Un enfant de toi （2012年）映画祭上映
- ラブバトル Mes séances de lutte （2013年）
- ロダン カミーユと永遠のアトリエ Rodin （2017年）

## 主な受賞
- 1979年 第32回カンヌ国際映画祭新人作品賞 （『あばずれ女』）
- 1990年 ルイ・デリュック賞 （『ピストルと少年』）
- 1991年 第41回ベルリン国際映画祭国際映画批評家連盟賞 （『ピストルと少年』）
- 1993年 第43回ベルリン国際映画祭ブルー・エンジェル賞 （『若きウェルテル』）
- 1996年 第53回ヴェネチア国際映画祭女優賞、国際映画批評家連盟賞 （『ポネット』）
- 1997年 第63回ニューヨーク映画批評家協会賞外国語映画賞 （『ポネット』）
- 2008年 ジャン・ヴィゴ賞特別表彰